# Diaspora vietnamienne en France
La diaspora vietnamienne en France regroupe les Français d'origine vietnamienne.
Contrairement à d'autres communautés de la diaspora vietnamienne dans le monde occidental, la population vietnamienne en France était déjà bien établie avant la chute de Saïgon et l'émigration qui en résulta. La diaspora vietnamienne en France est la deuxième dans le monde après celle des États-Unis, forte de 2 100 000 membres.
En 2014, on comptait 350 000 personnes d'origine vietnamienne vivant en France,. L'Insee donne pour 2019 des estimations sensiblement plus basses, qui dénombre en France 159 000 personnes nées dans toute l'ex-Indochine française (Cambodge, Laos, Vietnam) ainsi que 153 000 descendants directs d'au moins un parent né en ex-Indochine française, soit 312 000 au total.

## Histoire

### Débuts
L'immigration vietnamienne en France commence à l'époque de la colonisation française en Indochine. Il y a dès cette époque une représentation significative des élèves et travailleurs vietnamiens en France. Environ 50 000 travailleurs indochinois, dont beaucoup de vietnamiens, sont recrutés pendant la Première Guerre mondiale pour servir l'effort de guerre en France métropolitaine. Ils travaillent par exemple dans les « ateliers d'armement », comme l'arsenal de Roanne.

### Seconde Guerre mondiale
L'histoire se répète lors de la Seconde Guerre mondiale. Cette fois-ci, ce sont environ 20 000 travailleurs qui arrivent en France métropolitaine, pour certains enrôlés de force. Ils sont appelés « Công Binh » ou « Lính Thợ » en vietnamien, ce qui signifie « ouvrier-soldat », et cette appellation les fait considérer au Viêt Nam comme des militaires de l'armée française, ce qui leur vaudra très longtemps une image négative dans leur pays,. Venus en France en bateaux où ils étaient parqués comme du bétail dans les cales, ces ouvriers forçats constituaient ainsi une main d’œuvre gratuite et étaient enfermés dans des camps. Après la signature de l'Armistice en 1940, un plan de rapatriement fut adopté en vertu duquel les compagnies seraient renvoyées en Indochine dans le même ordre que celui de leur arrivée. Les premiers départs eurent lieu en janvier 1941 par la route Marseille, Oran, Casablanca, Dakar, Tamatave, Diego Suarez, Saïgon. Du fait de blocages de bateaux, quelque 4 000 travailleurs seulement purent être rapatriés, tandis qu'environ 15 000 sont restés coincés en France pour la durée de la guerre,.
En 1941, le gouvernement de Vichy, inspiré probablement par l'ingénieur Henri Maux, chargé du sort des étrangers en zone Sud, a l'idée d'utiliser quelques centaines d'ouvriers indochinois pour la relance de la culture du riz de Camargue, tandis que les autres se retrouvent à travailler dans des forêts, des champs ou des usines,. À la fin de la Seconde Guerre mondiale, la plupart d'entre eux a été rapatriée, entre 1945 et 1952.
Ce fait historique de l'époque coloniale est peu discuté, mais la présence de ces travailleurs a été capitale dans la pérennisation de la culture du riz en Camargue,. En 2009, le maire d'Arles a rendu hommage à dix anciens travailleurs indochinois. De 2011 à 2015, d’autres « mouvements de reconnaissance » avaient lieu aux anciens poudrières et camps (Saint-Chamas). En octobre 2014, un mémorial national inauguré à Salin-de-Giraud et réalisé par l'artiste Lebadang rend hommage à ces 20 000 « immigrés de force ». Le 7 février 2020, une résolution « portant sur la reconnaissance des travailleurs réquisitionnés de forces vietnamiens ayant contribué à l’effort de guerre français » a été proposée à l’Assemblée nationale par la député Stéphanie Do,.

### Après guerre

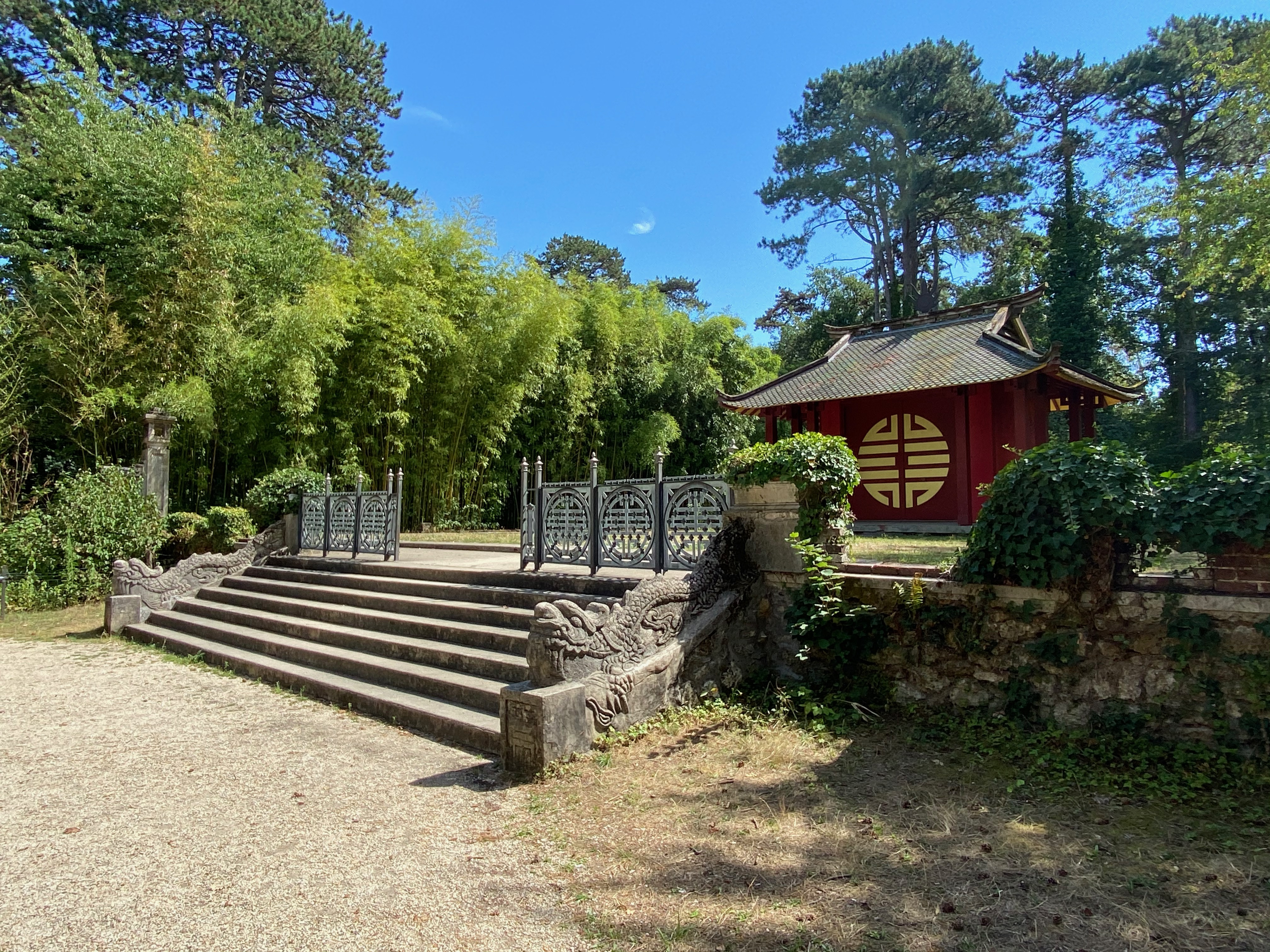
Temple du Souvenir indochinois au jardin d'agronomie tropicale de Paris.

Quelque 1 000 à 3 000 de ces migrants décident de rester en France après les guerres et travaillent alors dans les usines ou les chemins de fer ou comme artistes ou travailleurs professionnels, principalement à Paris et à Lille. 
Après les accords de Genève, qui reconnaissent l'indépendance du Viêt Nam, de nombreux Vietnamiens (environ 30 000) fidèles au gouvernement colonial émigrent vers la France par avion, certaines familles d'Eurasiens, « rapatriés d'Indochine » sont internés dans des camps d'accueil. Cependant, la majorité des immigrants vietnamiens arrivent après la guerre du Viêt Nam (voir Boat-people) et ses conséquences.

### Depuis 2000
En 2009, l'INSEE comptabilise que sur les 153 000 descendants d'immigrés d'origine du Cambodge, Laos et Viêt Nam confondus, c'est-à-dire 2,0% de la population de descendants d'immigrés (la situant au rang 13 sur les 14 catégories), 63,1% des descendants ont moins de 30 ans (rang 8 sur 14). Le nombre total de descendants est en progression de 2,5% depuis 2009, ce qui la situe juste au-dessus de la moyenne.
En 2019, l'INSEE comptabilise que sur les 159 000 personnes d'immigrés d'origine du Cambodge, Laos et Viêt Nam confondus, c'est-à-dire 2,4% de la population immigrée (la situant au rang 13 sur les 14 catégories), 11,7% des immigrés ont moins de 30 ans (rang 13 sur 14), alors que 37,7% ont plus de 60 ans. Entre 2009 et 2019, l'INSEE compte donc un solde négatif de -0,2%, provenant principalement d'une diminution de -1,8% pour la part des moins de 30 ans.
La France reste une destination de choix pour les étudiants vietnamiens à l'étranger, mais cette tendance est à la baisse. Les étudiants vietnamiens constituent en 2018-2019 2% des étudiants étrangers en France, avec un contingent de 5 593 , ce qui le place en 15e position .

## Culture
La première génération d'immigrants est toujours attachée à sa patrie d'origine, tandis que la deuxième génération de Vietnamiens, née en France, s'identifie davantage à la culture française qu'à la culture vietnamienne traditionnelle.
La majorité des Vietnamiens en France est bouddhiste, 28 % d'entre eux sont catholiques.
Les fêtes importantes principales sont Tết, Vu Lan et la fête de la mi-automne.

### Langue
La première génération parle le vietnamien et le français. La deuxième génération et les suivantes parlent largement français et peuvent ne pas parler ni comprendre le vietnamien.

### Démographie
Environ la moitié des Vietnamiens en France vivent à Paris et autour de l'Île-de-France. Une partie importante de la population réside aussi dans d'autres aires urbaines, principalement Marseille, Lyon et Lille.
Contrairement à la diaspora vietnamienne aux États-Unis, au Canada (en) ou en Australie (en), on ne signale pas d'enclaves ethniques vietnamiennes dans les villes françaises parce que l'assimilation est plus forte, en raison des meilleures connaissances linguistiques, historiques et culturelles du pays d'accueil.

## Personnalités
Sont listées ci-dessous des personnalités appartenant à la diaspora vietnamienne au sens large : des Français nés dans des territoires affiliés alors ou maintenant au Viet Nam, ou des personnes de parents ou grands-parents ayant eu la nationalité vietnamienne, ou des Vietnamiens résidant en France.

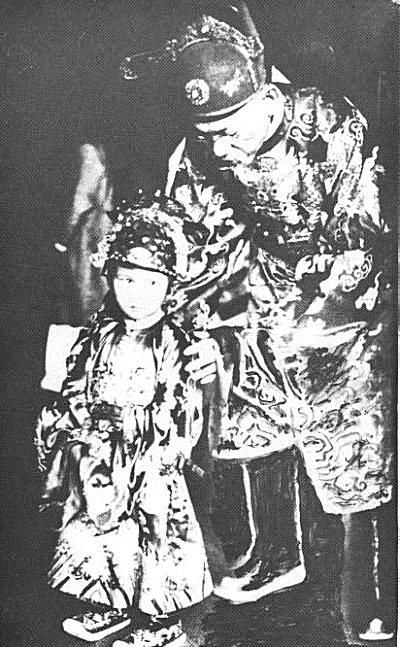
Bảo Long
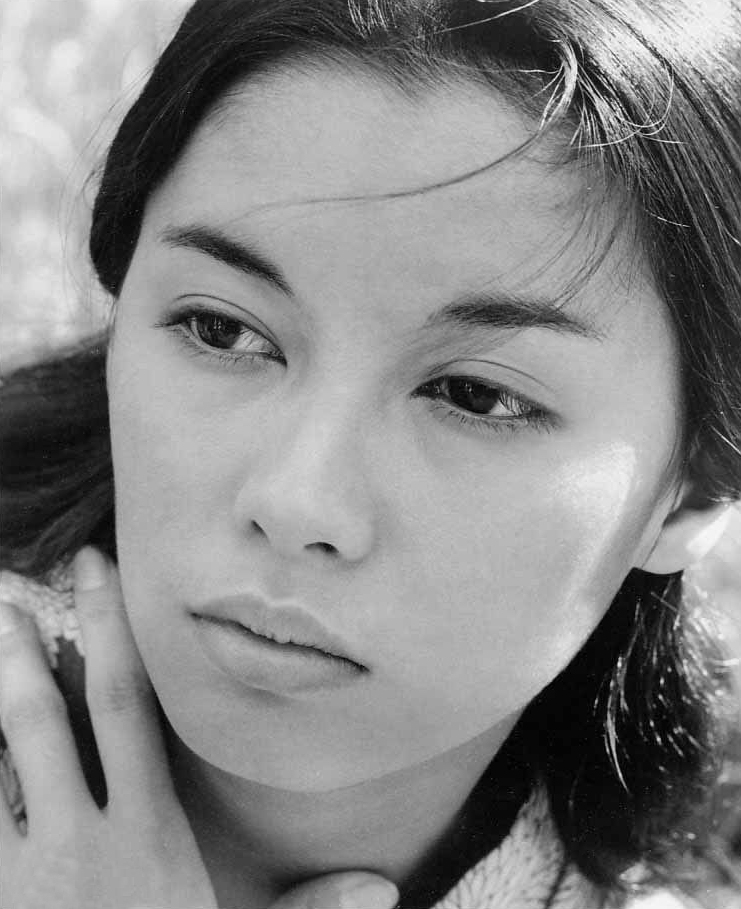
France Nuyen
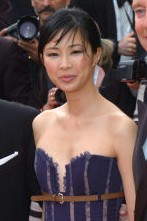
Linh Dan Pham
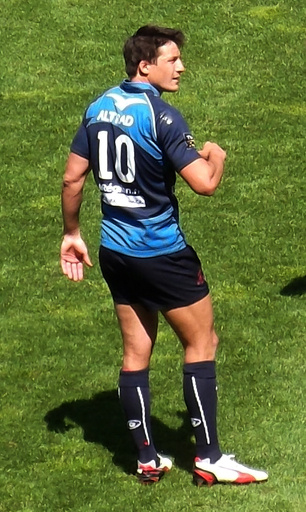
François Trinh-Duc
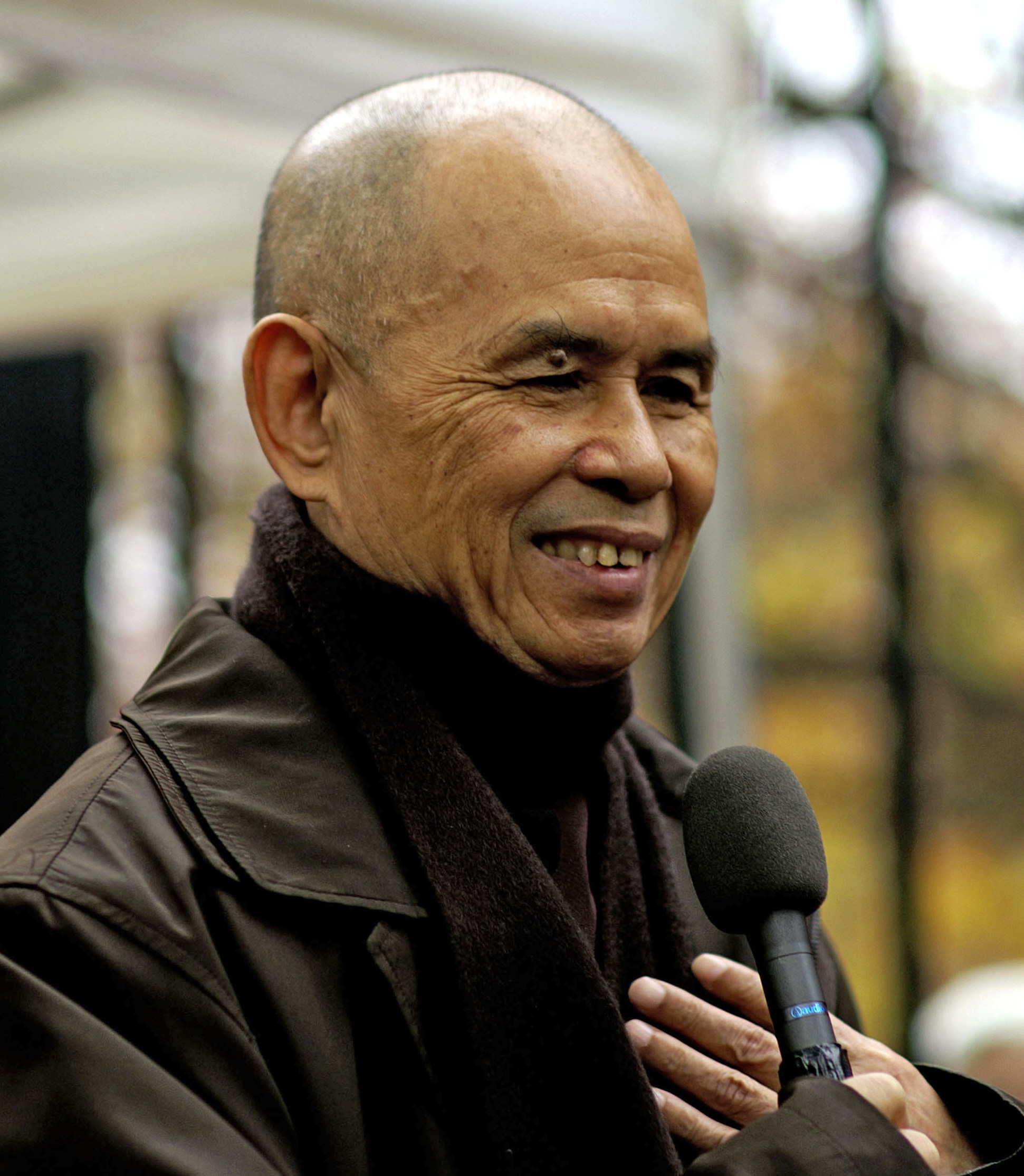
Thích Nhất Hạnh
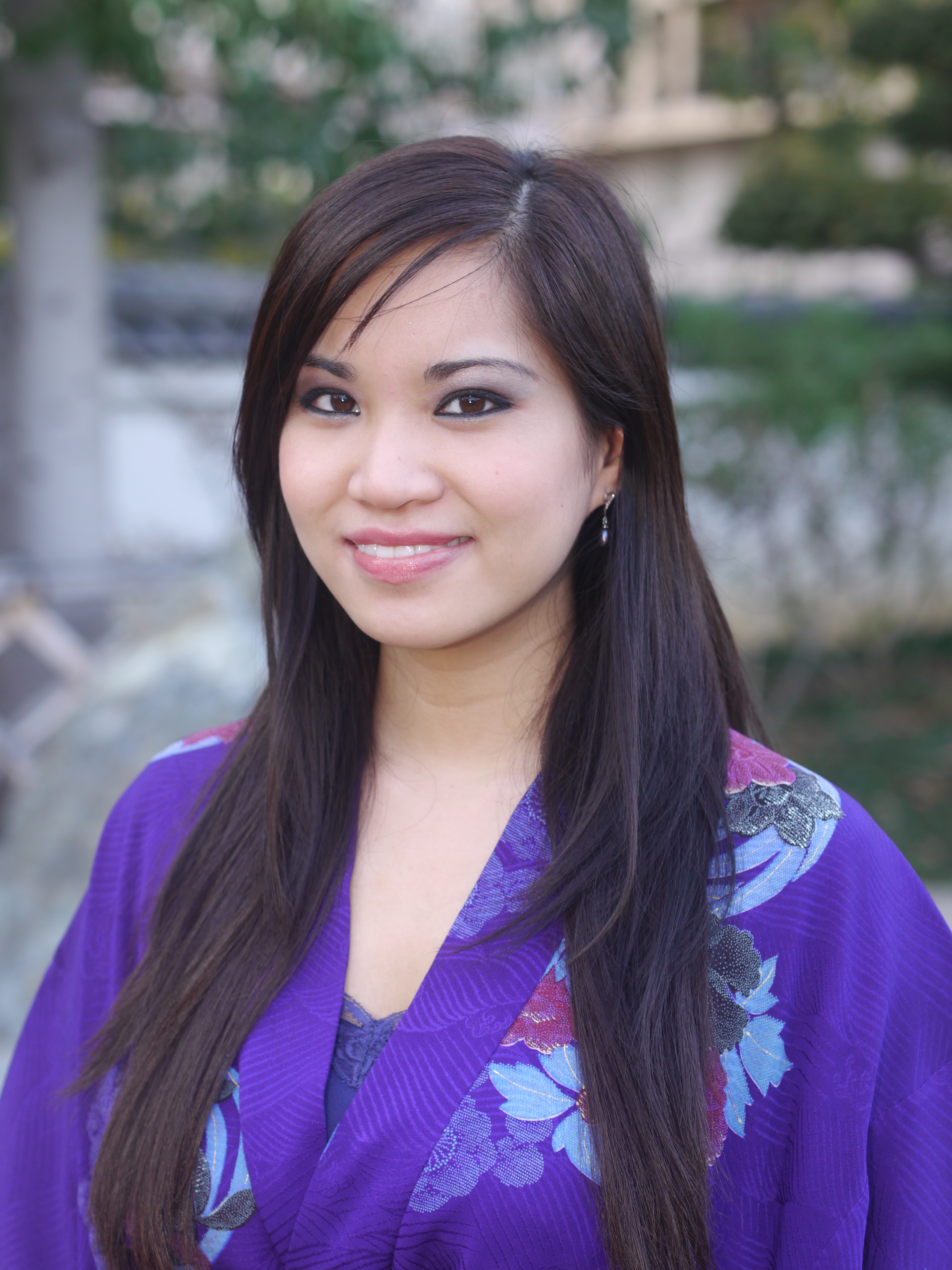
Kayane
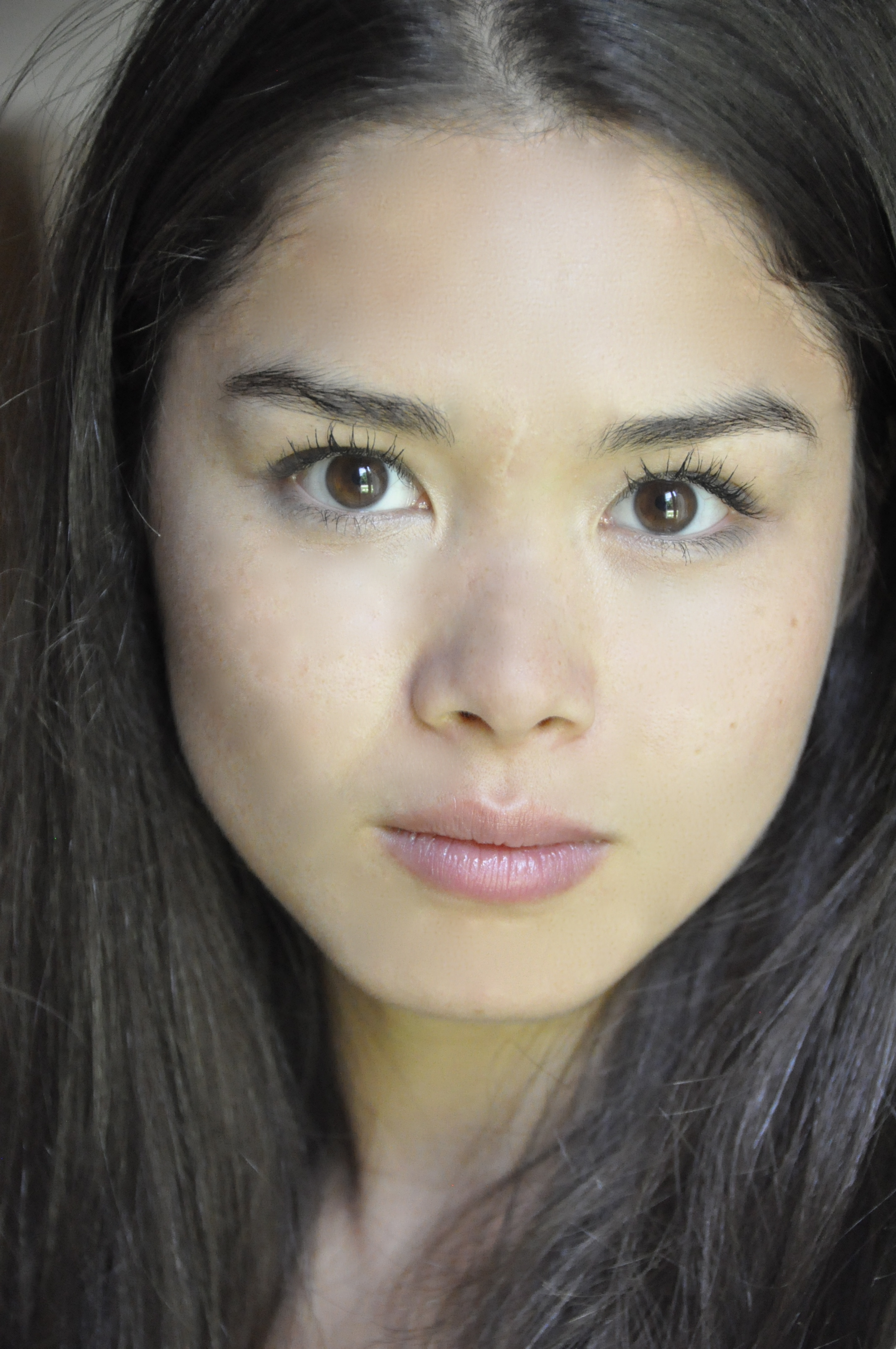
Audrey Giacomini
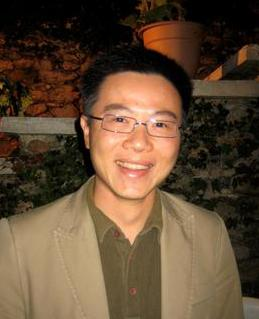
Ngô Bảo Châu
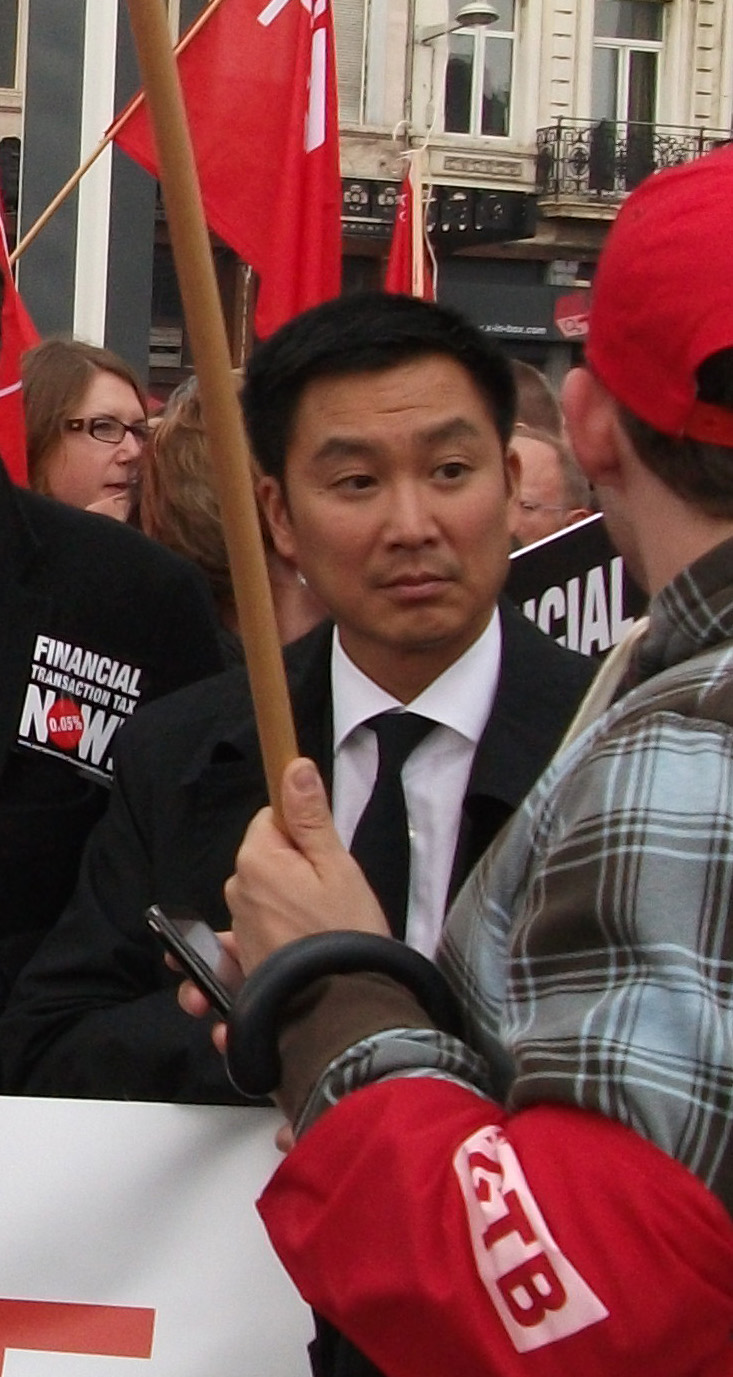
Liêm Hoang Ngoc
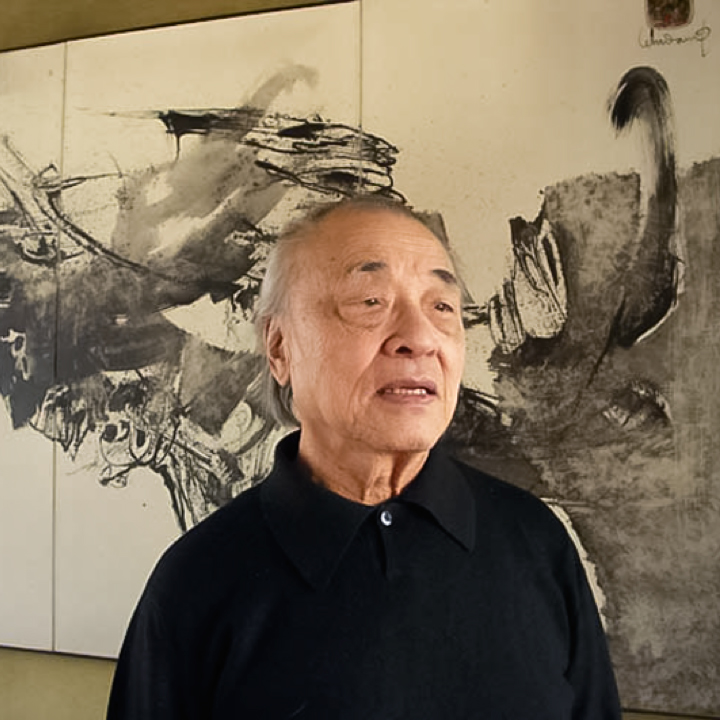
Lebadang

### Les arts et le divertissement
- Romane Bohringer, actrice
- Lou Bohringer, actrice
- Anh Duong, modèle
- Sabine Huynh, écrivain et poétesse
- France Nuyen, actrice
- Philippe Franchini : peintre, ancien gérant de l'hôtel "Continental" à Saigon durant la guerre du Vietnam, puis écrivain[24].
- Nguyên Lê, musicien et compositeur
- Georges Nguyen Van Loc (1933-2008), policier et écrivain
- Lebadang, peintre, graveur et sculpteur
- Bambou (chanteuse), mannequin et chanteuse
- Dany Carrel, actrice et chanteuse
- Leslie (chanteuse), chanteuse de RnB.
- Linh Dan Pham , actrice, César du meilleur espoir féminin en 2006.
- Steve Tran, acteur.
- Stéphane Ly-Cuong, réalisateur, metteur en scène et scénariste.
- Onra, musicien.
- Clément Baloup, auteur de bande dessinée et illustrateur.
- Tran Anh Hung, cinéaste primé par un César et une Caméra d'Or.
- Philippe Rostan, cinéaste.
- Maiwenn (Le Besco), actrice et cinéaste.
- Isild Le Besco, actrice et cinéaste.
- Jean-Luc Lemoine, humoriste, comédien, scénariste.
- Anne-Solenne Hatte, comédienne.
- Audrey Giacomini (née en 1986), actrice française.
- Céline Tran dite Katsuni, actrice et ancienne actrice de films X.
- Renaud Le Van Kim, réalisateur de télévision et producteur.
- Marcelino Truong, illustrateur, peintre et dessinateur.

### La politique: les dirigeants, monarques et politiciens
- Bảo Long (1936-2007), Prince héritier du trône du Viêt Nam.
- Hàm Nghi (1871-1943), 8e souverain de la dynastie des Nguyễn.
- Nguyễn Văn Xuân (1892-1989), officier de l'armée française, chef du gouvernement de la Cochinchine de 1947 à 1948, puis du Gouvernement central provisoire du Viêt Nam de 1948 à 1949, premier Vietnamien admis à l'École polytechnique.
- Trần Văn Bá (1945-1985), résistant anti-communiste vietnamien.
- Le Van Vien (en) (1904-1972). Connu sous le nom de Bay Vien, parrain des Binh Xuyen, une organisation criminelle très proche des Triadess qui furent par la suite intégrés à l'armée vietnamienne. Également gouverneur de Cholon, le quartier chinois de Saigon, Bay Vien reçu le grade de général de brigade dans l'armée française, et fut décoré de la Légion d'honneur.
- Nguyễn Gia Kiểng (vi), ancien fonctionnaire du gouvernement de la République du Vietnam et un des fondateurs du Rassemblement pour la Démocratie pluraliste (d) .
- Olivier Faure (homme politique), élu en 2012 député dans la onzième circonscription de Seine-et-Marne, en 2016 président du groupe socialiste, écologiste et républicain (SER) à l'Assemblée nationale. En 2018, il devient premier secrétaire du Parti socialiste.
- Richard Trinquier, ancien maire de Wissous de 1995 à 2008, puis de 2008 à 2021. Fils du colonel Roger Trinquier.
- Jeanne d'Hauteserre, maire de Paris 8e depuis 2014.
- Stéphanie Do, femme politique, députée de la 10e circonscription de Seine-et-Marne depuis 2017.
- Liêm Hoang-Ngoc, économiste et homme politique français.

### La presse
- Bui Tin, un journaliste, ancien colonel, dissident vietnamien, exilé en France.
- Doan Bui, journaliste.
- Émilie Tran Nguyen, journaliste.

### Le droit
- Jacques Vergès, avocat, militant politique et écrivain.

### La religion
- Thich Nhat Hanh, moine bouddhiste.

### Les sciences
- Ngô Bảo Châu, mathématicien ayant remporté la médaille Fields en 2010.
- André Truong Trong Thi, pionnier de la micro-informatique en France, avec la commercialisation du Micral.
- Thomas Porcher, économiste.

### Le sport
- Yohan Cabaye (1986-), footballeur.
- Francois Trinh-Duc, joueur de rugby.
- Kayane, joueuse professionnelle de jeu vidéo.

### Les militaires et forces de l'ordre
- Đỗ Hữu Vị (1883-1916), premier aviateur annamite et soldat mort pour la France.
- Nguyễn Văn Xuân (1892-1989), officier de l'armée française ayant participé à la bataille de Verdun, homme politique vietnamien, premier Vietnamien admis à l'École polytechnique.
- Jeannou Lacaze : chef d'état-major des armées (CEMA) entre 1981 et 1985 ayant également été chef de corps du 2e REP.
- Camille Gourvennec (en)(19?-1978) ː officier eurasien vétéran de la guerre d'Indochine spécialisé dans le renseignement. Il devint par la suite le chef des services de renseignements du Tchad, le CCER, dans les années 1960 et 1970, (tout en continuant à travailler pour la France) notamment durant l'affaire Françoise Claustre.
- Jean Leroy (1920-2005): officier eurasien ayant combattu en Cochinchine les Japonais puis le Viet Minh à la tête d'une milice, les UMDC.
- Georges Nguyen Van Loc (1933-2008), policier et écrivain, créateur des GIPN.
- Daniel Fichepain: eurasien connu pour ses objets en cuir de qualité via sa marque Scorpion (ceintures, holsters, portefeuilles etc). Il équipa notamment des services de police et de gendarmerie célèbres comme le GIGN.

### Entrepreneurs
- Raymond Mihière dit "le Chinois" ou "Thong", membre du Milieu marseillais des années 1970-2000, proche de Gaétan Zampa, gérant de machines à sous.

- Ung Thị, dirigeant du célèbre Hotel Rex De Saïgon.

Voir aussi Personnalité française née d'un parent vietnamien

### Vidéographie
- Công Binh, la longue nuit indochinoise